# Grazjdanskaja Oborona
Grazjdanskaja Oborona (Russisch: Гражданская оборона) was een Russische punkgroep, opgericht in 1984, in de stad Omsk in Siberië. De band was een van de eerste punkbands in Rusland en heeft veel latere bands beïnvloed en geïnspireerd. De naam van de band betekent 'burgerverdediging'. Door de anarchistische en antimilitaristische thema's waarover de band zong, had deze van begin af aan de belangstelling van de KGB. Deze zorgde er vaak voor dat tijdens optredens van de groep de stroom werd afgesloten.
De band werd opgeheven in 2008 toen de zanger en oprichter Jegor Letov in zijn slaap overleed, op 43-jarige leeftijd.

## Discografie
- Poganaja molodjozj (1985)
- Optimizm (1985)
- Igra v biser pered svinjami (1986)
- Mysjelovka (1987)
- Chorosjo!! (1987)
- Totalitarizm (1987)
- Nekrofilija (1987)
- Krasnyj albom (1987)
- Vsjo idjot po planoe (1988)
- Tak zakaljalas stal (1988)
- Bojevoj stimoel (1988)
- Tosjnota (1989)
- Pesni radosti i stsjastja (1989)
- Zdorovo i vetsjno (1989)
- Armageddon-pops (1989)
- Vojna (1989)
- Roesskoje pole eksperimentov (1989)
- Instroektsija po vyzjivanijoe (1990)
- Solntsevorot of Loennyj perevorot (1997)
- Nevynosimaja ljogkost bytija of Snosnaja tjazjest nebytija (1997)
- Zvezdopad (2002)
- Dolgaja stsjastlivaja zjizn (2004)
- Reanimatsija (2005)
- Zatsjem snjatsja sny? (2007)